# Équipe de Lituanie féminine de football
Cet article traite de l'équipe féminine. Pour l'équipe masculine, voir Équipe de Lituanie de football.
Maillots
L'équipe de Lituanie féminine de football est l'équipe nationale qui représente la Lituanie dans les compétitions internationales de football féminin. Elle est gérée par la Fédération de Lituanie de football.
La Lituanie joue son premier match officiel le 15 août 1993 à Kaunas contre le Danemark (défaite 11-0). Les Lituaniennes n'ont jamais participé à une phase finale de compétition majeure de football féminin, que ce soit le Championnat d'Europe féminin de football, la Coupe du monde ou les Jeux olympiques.

## Classement FIFA
| Année              | 2004 | 2005 | 2006 | 2007 | 2008 | 2009 | 2010 | 2011 | 2012 | 2013 | 2014 | 2015 | 2016 | 2017 | 2018 | 2019 | 2020 | 2021 | 2022 | 2023 |
| ------------------ | ---- | ---- | ---- | ---- | ---- | ---- | ---- | ---- | ---- | ---- | ---- | ---- | ---- | ---- | ---- | ---- | ---- | ---- | ---- | ---- |
| Classement mondial | 60   | 60   | 64   | 62   | 68   | 67   | 80   | 83   | 79   | 81   | 90   | 95   | 87   | 86   | 103  | 105  | 100  | 102  | 100  | 101  |